# Herb Głuchołaz
Herb Głuchołaz – jeden z symboli miasta Głuchołazy i gminy Głuchołazy w postaci herbu.

## Wygląd i symbolika
Herb przedstawia w srebrnej (białej) tarczy herbowej czarną głowę kozła zwróconego w prawo z krętymi złotymi (żółtymi) rogami, osadzoną na długiej szyi.

## Historia
Herb znany jest z XV-wiecznej pieczęci miejskiej. Pierwotnie był to herb mówiący, nawiązujący do nazwy miasta: Ziegenhals (pol.: Kozia Szyja). Nazwę Głuchołazy miasto przyjęło po 1945 roku.

## Legenda
Według legendy herb powstał po najeździe mongolskim w 1241. Mongołowie postanowili wówczas wziąć miasto głodem. Mieszczanie zdobyli się więc na fortel i przebrali jednego z obrońców w skórę dawno zjedzonego kozła. Ten skakał w przebraniu po murach, co przekonało najeźdźców, że pożywienia jest jeszcze w mieście dużo i odstąpili od oblężenia.